# Baselland Transport
La Baselland Transport (BLT) è un'azienda svizzera che svolge il servizio di trasporto pubblico nel canton Basilea Campagna.

## Storia
La società è nata nel 1974 dalla fusione di quattro società esercenti altrettante linee ferroviarie nei dintorni di Basilea:
- Birsigtalbahn (BTB);
- Birseckbahn (BEB);
- Trambahn Basel-Aesch (TBA);
- Basellandschaftliche Ueberlandbahn (BUeB).

Nel 1982 fu siglato un accordo tra i cantoni di Basilea Campagna e Basilea Città per la creazione di una rete di trasporti integrata, che portò dal 1986 all'integrazione delle linee su rotaia della BLT nella rete tranviaria di Basilea.
Con effetto dal 1º gennaio 2016 la BLT ha assorbito, tramite fusione, la Waldenburgerbahn.

## Esercizio
La BLT esercisce quattro delle linee tranviarie di Basilea (per complessivi 64,958 km) e diciannove linee automobilistiche (per complessivi 162,078 km); ad esse dal 2016 si aggiunge la Waldenburgerbahn.
La società fa parte della comunità tariffaria Tarifverbund Nordwestschweiz, che contribuì a creare nel 1987, insieme a BVB, AutoPostale Svizzera, FFS e Autobus AG Liestal.

## Flotta
Nel 2017 la flotta BLT consiste in:
- 103 tram[5];
- 2 motrici e 2 rimorchiate storiche[6];
- 7 motrici e 10 rimorchiate per la Waldenburgerbahn[7];
- 68 autobus[8].